# Critérium du Dauphiné 2016
Critérium du Dauphiné 2016 var den 68. udgave af cykelløbet Critérium du Dauphiné. Det var det sekstende arrangement på UCI's World Tour-kalender i 2016 og begyndte 5. juni og sluttede 12. juni 2016. Chris Froome blev den samlede vinder af løbet.

## Hold og ryttere
| | 18 UCI World Tour-hold                                                                       |                                                                                        | 4 Wildcard                                                       |
| --- | -------------------------------------------------------------------------------------------- | -------------------------------------------------------------------------------------- | ---------------------------------------------------------------- |
| - Ag2r-La Mondiale - Astana Pro Team - BMC Racing Team - Cannondale - Dimension Data - Etixx-Quick Step | - FDJ - Team Giant-Alpecin - IAM Cycling - Team Katusha - Lampre-Merida - Team LottoNL-Jumbo | - Lotto-Soudal - Movistar Team - Orica-GreenEDGE - Team Sky - Tinkoff - Trek-Segafredo | - Bora-Argon 18 - Cofidis - Direct Énergie - Wanty-Groupe Gobert |

### Danske ryttere
- Michael Mørkøv kørte for Team Katusha
- Michael Valgren kørte for Tinkoff
- Jesper Hansen kørte for Tinkoff

## Etaperne
| Etape    | Dato     | Start – Mål                                | type              | Afstand (km) | Etapevinder          | Førende rytter   |
| -------- | -------- | ------------------------------------------ | ----------------- | ------------ | -------------------- | ---------------- |
| Prolog   | 5. jun.  | Les Gets – Les Gets                        | prolog            | 3,9          | Alberto Contador     | Alberto Contador |
| 1. etape | 6. jun.  | Cluses – Saint-Vulbas                      | kuperet etape     | 186          | Nacer Bouhanni       | Alberto Contador |
| 2. etape | 7. jun.  | Crêches-sur-Saône – Chalmazel-Jeansagnière | middel bjergetape | 167,5        | Jesús Herrada        | Alberto Contador |
| 3. etape | 8. jun.  | Boën-sur-Lignon – Tournon-sur-Rhône        | kuperet etape     | 182          | Fabio Aru            | Alberto Contador |
| 4. etape | 9. jun.  | Tain-l'Hermitage – Belley                  | middel bjergetape | 176          | Edvald Boasson Hagen | Alberto Contador |
| 5. etape | 10. jun. | La Ravoire – Vaujany                       | bjergetape        | 140          | Chris Froome         | Chris Froome     |
| 6. etape | 11. jun. | La Rochette – Méribel                      | bjergetape        | 141          | Thibaut Pinot        | Chris Froome     |
| 7. etape | 12. jun. | Le Pont-de-Claix – SuperDévoluy            | bjergetape        | 151          | Steve Cummings       | Chris Froome     |

## Trøjernes fordeling gennem løbet
| Etape  | Vinder               | Førertrøjen      | Pointtrøjen          | Bjergtrøjen          | Ungdomstrøjen      | Holdkonkurrencen |
| ------ | -------------------- | ---------------- | -------------------- | -------------------- | ------------------ | ---------------- |
| P      | Alberto Contador     | Alberto Contador | Alberto Contador     | Alberto Contador     | Julian Alaphilippe | Team Sky         |
| 1      | Nacer Bouhanni       | Alberto Contador | Nacer Bouhanni       | Alberto Contador     | Julian Alaphilippe | Team Sky         |
| 2      | Jesús Herrada        | Alberto Contador | Nacer Bouhanni       | Alberto Contador     | Julian Alaphilippe | Team Sky         |
| 3      | Fabio Aru            | Alberto Contador | Nacer Bouhanni       | Alberto Contador     | Julian Alaphilippe | Team Sky         |
| 4      | Edvald Boasson Hagen | Alberto Contador | Edvald Boasson Hagen | Alberto Contador     | Julian Alaphilippe | Team Sky         |
| 5      | Chris Froome         | Chris Froome     | Edvald Boasson Hagen | Daniel Teklehaimanot | Julian Alaphilippe | Team Sky         |
| 6      | Thibaut Pinot        | Chris Froome     | Edvald Boasson Hagen | Thibaut Pinot        | Julian Alaphilippe | Team Sky         |
| 7      | Steve Cummings       | Chris Froome     | Edvald Boasson Hagen | Daniel Teklehaimanot | Julian Alaphilippe | Team Sky         |
| Samlet | Samlet               | Chris Froome     | Edvald Boasson Hagen | Daniel Teklehaimanot | Julian Alaphilippe | Team Sky         |

## Resultater
|    | Rytter             | Hold             | Tid      |
| -- | ------------------ | ---------------- | -------- |
| 1  | Chris Froome       | Team Sky         | 29:59.31 |
| 2  | Romain Bardet      | Ag2r-La Mondiale | + 0.12   |
| 3  | Daniel Martin      | Etixx-Quick Step | + 0.19   |
| 4  | Richie Porte       | BMC Racing Team  | + 0.21   |
| 5  | Alberto Contador   | Tinkoff          | + 0.35   |
| 6  | Julian Alaphilippe | Etixx-Quick Step | + 0.51   |
| 7  | Adam Yates         | Orica-GreenEDGE  | + 0.57   |
| 8  | Diego Rosa         | Astana Pro Team  | + 1.13   |
| 9  | Louis Meintjes     | Lampre-Merida    | + 1.30   |
| 10 | Pierre Rolland     | Cannondale       | + 2.43   |